# Абрикосовый (посёлок)
Абрико́совый — посёлок в Мартыновском районе Ростовской области.
Входит в состав Зеленолугского сельского поселения.

## История
В 1987 году Президиума Верховного Совета РСФСР Посёлку второго отделения винсовхоза Волго-Донской № 2 присвоено наименование Абрикосовый.

## Население
| 2010 |
| ---- |
| 427  |

## Улицы
| - ул. Восточная, - ул. Западная, - ул. Садовая, - ул. Светлая, | - ул. Студенческая, - ул. Торговая, - ул. Украинская, - ул. Школьная. |